# Ronald Lubbers
Ronald Lubbers (Schoonebeek, 16 mei 1966) is een Nederlands voetbalbestuurder. Hij verwierf voornamelijk bekendheid als bestuurder en redder van FC Emmen. 
Eind 2003 trad Lubbers als commissaris toe tot de toenmalige Raad van Commissarissen van FC Emmen. In mei 2004, nadat de club dankzij een lening van de gemeente gered werd, wordt hij voorzitter en algemeen directeur van 'Stichting Betaald Voetbal Emmen'. Vanaf 1 juli 2005 werd zijn functie bestuurder/algemeen directeur van zowel 'FC Emmen BV' als 'Stadionbedrijf Emmen BV'. In december 2005 legde Lubbers zijn taken neer. 
Op 7 februari 2012 keert Lubbers terug bij de club; de gemeente Emmen stelt hem aan om FC Emmen te behoeden voor het verliezen van de licentie voor het spelen van betaald voetbal. Daartoe moet Lubbers op 9 februari aantonen € 500.000 voor de club te hebben binnengehaald. Hij slaagde in deze opzet. Tien ondernemers staken elk een halve ton in de pot van een speciaal opgerichte stichting; de Tien van Emmen en de KNVB keurde het reddingsplan goed.
Op 27 april maakt hij de voorlopige resultaten van zijn Operatie Schoon Schip bekend. Naast trainer René Hake vertrekken ook interim-directeur Jacob Paas en de volledige Raad van Commissarissen. De participanten van het spelersfonds Trots van Drenthe zien af van hun rechten op een totaalbedrag van bijna 2 miljoen euro en het fonds wordt opgeheven. Tevens besluit de gemeente de aflossing van een van de leningen voor 10 jaar op te schorten en doet zij haar prioriteitsaandelen in het stadion en de club over aan Lubbers. Hierbij verkrijgt Lubbers tevens de rechten om het stadion en de omliggende gronden verder te ontwikkelen. De doelstelling van Operatie Schoon Schip is FC Emmen binnen drie jaar weer een financieel gezonde club te maken, die meestrijdt in de top van de Eerste divisie. Het grootste deel van de Trots van Drenthe, de groep geldschieters van FC Emmen, is akkoord met het reddingsplan. 
In maart 2013 blijkt de club echter in conflict te zijn met voormalig sponsor Bikkel Groep; het bedrijf eist de door haar gedane investering in het voormalige spelersfonds terug en wordt in een rechtszaak in het gelijk gesteld. Hierop besluit Lubbers zijn taken bij FC Emmen neer te leggen. Zelf verklaart hij: anders zou ik die andere investeerders nooit meer recht in de ogen kunnen kijken. Een sneeuwbaleffect - en daarmee nieuwe financiële problemen - dreigt voor de club, maar uiteindelijk komen Bikkel en FC Emmen tot een akkoord. Hierop keert Lubbers, drie maanden nadat hij per direct opstapte, terug bij de club als bestuursvoorzitter.
Lubbers blijkt vervolgens een 'blijvertje' als voorzitter en in het seizoen 2017/18 promoveert FC Emmen onder zijn leiding voor het eerst in het bestaan van de club naar de Eredivisie.
Op 14 maart 2023 werd bekendgemaakt dat Lubbers zich terugtrok als voorzitter van FC Emmen vanwege gezondheidsproblemen.